# Cadolive
Cadolive är en kommun i departementet Bouches-du-Rhône i regionen Provence-Alpes-Côte d'Azur i sydöstra Frankrike. Kommunen ligger  i kantonen Roquevaire som ligger i arrondissementet Istres. År 2022 hade Cadolive 2 219 invånare.

## Befolkningsutveckling
Antalet invånare i kommunen Cadolive
Referens:INSEE